# Singles - L'amore è un gioco
Singles - L'amore è un gioco (Singles) è un film del 1992 diretto da Cameron Crowe. Il film, romantico, vede le interpretazioni di Bridget Fonda, Campbell Scott, Kyra Sedgwick, Matt Dillon ed i cameo di Tim Burton e di molti musicisti della scena grunge di Seattle, tra cui Chris Cornell dei Soundgarden, Eddie Vedder dei Pearl Jam, e Layne Staley degli Alice in Chains.

## Trama

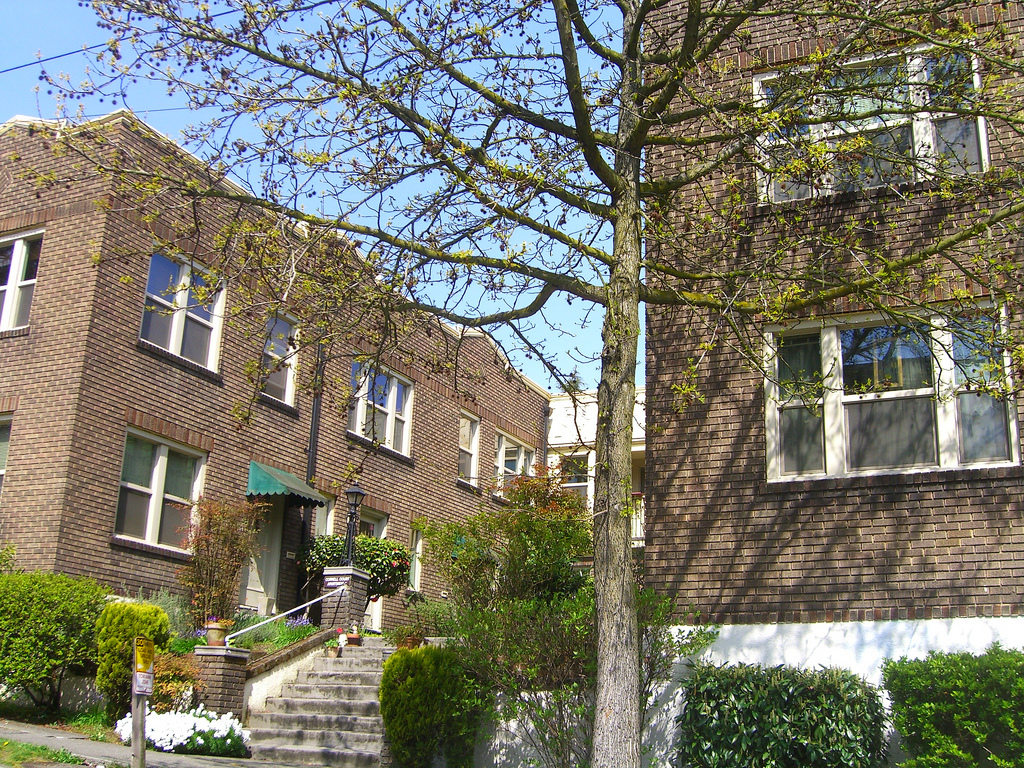
Gli appartamenti usati come set principale del film a Seattle

Il film racconta la vita amorosa di un gruppo di giovani, molti dei quali vivono nello stesso condominio, focalizzandosi su due coppie in particolare. La prima è formata da Janet Livermore, che lavora come cameriera di un café-chantant, e dall'aspirante musicista Cliff Poncier, l'altra da Linda Powell e Steve Dunne, che esitano sulla decisione di impegnarsi seriamente, lui amante sincero, lei disillusa senza speranze.

## Ambientazione
Il film è ambientato nella città di Seattle e gli eventi si svolgono sullo sfondo del movimento musicale grunge, nato proprio tra le strade della città alla fine degli anni ottanta. Gli appartamenti usati come set principale del film a Seattle sono situati precisamente in 1820 E Thomas St. Il film uscì il 18 settembre del 1992, l'anno che determinò l'esplosione mondiale della scena di Seattle. In alcune scene del film appaiono alcuni esponenti di questo genere: gli Alice in Chains, i Soundgarden e i Pearl Jam, che accettarono di prestarsi ad alcuni cameo.

## Colonna sonora
Nella colonna sonora del film figurano brani di alcune delle principali band della scena grunge, alcune al tempo già celebri come i Pearl Jam, presenti con due pezzi, Breath e State of Love and Trust, che non compariranno nella versione originale in una pubblicazione ufficiale del gruppo fino all'uscita della raccolta Rearviewmirror: Greatest Hits 1991-2003 del 2004; e i Soundgarden, con Birth Ritual e la ballata acustica Seasons, in cui figura però solo Chris Cornell. Altre formazioni erano invece ancora emergenti come gli Alice in Chains e gli Screaming Trees. Tra gli autori compaiono anche gruppi iniziatori del Seattle sound quali Mudhoney e Mother Love Bone, a cui si aggiungono i contributi di Smashing Pumpkins (originari di Chicago, ma facenti parte del periodo), The Lovemongers (alias le Heart) alle prese con la cover di The Battle of Evermore dei Led Zeppelin e l'esordio solista del cantautore alternative rock Paul Westerberg. La colonna sonora contiene infine un omaggio del regista al concittadino Jimi Hendrix, qui presente con la sua May This Be Love.

## Riconoscimenti
- 1993 - MTV Movie Awards
  - Candidato al premio per la miglior colonna sonora (Alice in Chains)

## Curiosità
- Nella sceneggiatura originale è stata tagliata una scena dove Cliff Poncier (Matt Dillon), dopo essere uscito dalla sua band si ritrova a suonare e a vendere le proprie cassette per strada. Cameron Crowe chiede a Jeff Ament di disegnare la grafica di esse. Per scherzo, Chris Cornell registra l'intera cassetta di Cliff partendo dai falsi titoli di Ament. Nonostante la scena sia stata tagliata, la canzone è rimasta nella colonna sonora.
- Chris Cornell aveva realizzato una musica di commento nel film, rimossa però dalla sua casa discografica, la A&M.